# Bougainville (Schiff, 1933)
Die Bougainville war ein als Kolonialkreuzer gebauter Aviso (Französisch: „Aviso colonial“) der französischen Marine für den Dienst im französischen Kolonialreich und Typschiff der Bougainville-Klasse. Benannt war sie nach Admiral Louis Antoine de Bougainville. Die Bougainville sank im Zweiten Weltkrieg am 9. November 1940 im Gefecht mit ihrem Schwesterschiff Savorgnan de Brazza vor Libreville in Französisch-Äquatorialafrika.

## Geschichte
Die Bougainville war ein so genannter Kolonialaviso und ursprünglich für den Dienst in den französischen Kolonien in Afrika und im Pazifik vorgesehen. Da sie allein für den Kolonialdienst vorgesehen war, waren die Einrichtungen insbesondere für die Besatzung tropengerecht modifiziert. Die Geschwindigkeit war relativ niedrig, da ein Einsatz gegen Einheiten anderer Kolonial- oder Seemächte nicht vorgesehen war.
Der Aviso diente jedoch bis 1939 nicht im vorgesehenen Einsatzgebiet, sondern im Mittelmeer. Im Januar 1939 unternahm sie eine Forschungsreise mit dem Entomologen René Jeannel (1879–1965) und besuchte dabei die Kerguelen, Sankt Paul und Amsterdam und die Crozetinseln.

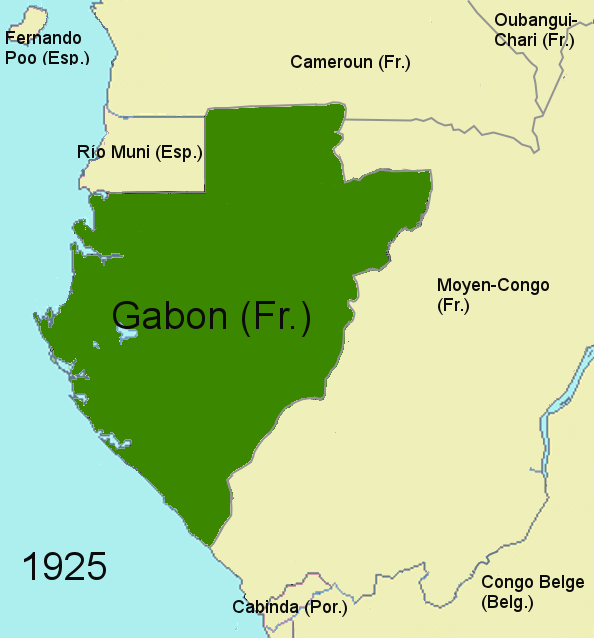
Karte von Gabon im Jahr 1925

Am 9. November 1940 sank sie vor Libreville in Französisch-Äquatorialafrika im Gefecht mit ihrem Schwesterschiff Savorgnan de Brazza, das der Forces navales françaises libre angehörte, dem maritimen Arm der Forces françaises libres. Die Kampfkraft der Bougainville war erheblich reduziert gewesen, da ein Drittel der Besatzung in Libreville als Landungsabteilung im Rahmen der Schlacht von Gabun eingesetzt wurde. Das Wrack wurde im März 1941 gehoben, sank aber nach der Bergung wieder und wurde 1952 abgebrochen.

## Schwesterschiffe, Nachfolger
Wie die Bougainville waren sämtliche Schwesterschiffe nach Persönlichkeiten der französischen Kolonial- und Marinegeschichte benannt:
- Amiral Charner
- Dumont d’Urville
- D’Entrecasteaux
- La Grandière
- D’Iberville
- Rigault de Genouilly
- Savorgnan de Brazza
- Beautemps-Beaupré.

Die geplante Laperouse wurde kriegsbedingt nicht mehr auf Kiel gelegt.

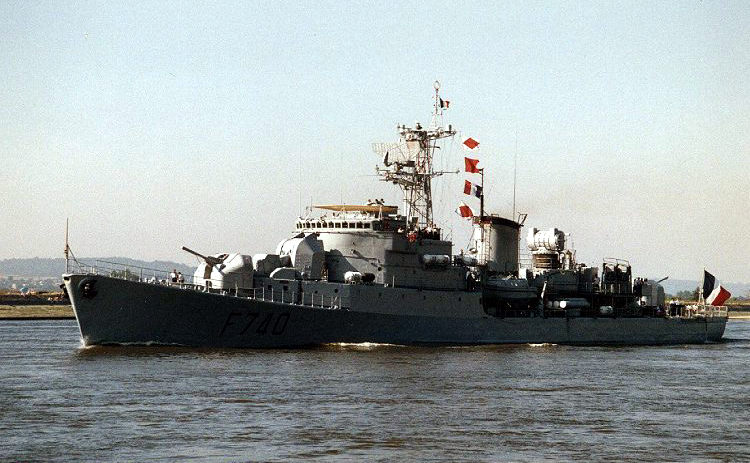
Commandant Bourdais

1958 wurde mit der Commandant-Rivière-Klasse ein ähnlicher Schiffstyp mit der Bezeichnung Escorteurs de l'Union Françaises bzw. Aviso-escorteurs eingeführt. Die Klasse bestand aus neun Einheiten und versah in den französischen Überseegebieten Patrouillendienst.